# Paul Reiser
Paul Reiser (New York, 30 maart 1956) is een Amerikaans acteur en voormalig stand-upkomiek. Voor zijn rol in de komische televisieserie Mad About You (1992-1999) werd hij onder meer zes keer genomineerd voor een Emmy Award, vier keer voor een Golden Globe, één keer voor een Satellite Award en één keer voor een American Comedy Award.
Voor Reiser in 1992 samen met Helen Hunt Paul en Jamie Buchman ging spelen in Mad About You, was hij van 1987 tot 1990 ook een van de hoofdpersonages in het op een wat jeugdiger publiek gerichte My Two Dads. Daarin vormde hij als Michael Taylor een huishouden samen met Joey Harris (Greg Evigan) en Nicole Bradford (Staci Keanan), zonder dat een van de drie wist wie van de twee mannen haar moeder destijds zwanger maakte. Reiser had daarnaast rollen in meer dan vijftien bioscoopfilms, waaronder, de voor een Academy Award voor het beste script genomineerde komedie, Beverly Hills Cop.
Reiser trouwde in 1988 met Paula Ravets, met wie hij in 1995 zoon Ezra en in 2000 zoon Leon kreeg.

## Filmografie
- Beverly Hills Cop: Axel F  (2024)
- Whiplash (2014)
- The Kominsky Method (2019-2021)
- Stranger Things (2017-heden)
- The Thing About My Folks (2005)
- Purpose (2002)
- One Night at McCool's (2001)
- My Beautiful Son (2001)
- The Story of Us (1999)
- Pros & Cons (1999)
- Bye Bye Love (1995)
- Mr. Write (1994)
- Family Prayers (1993)
- The Marrying Man (1991)
- Crazy People (1990)
- Cross My Heart (1987)
- Beverly Hills Cop 2 (1987)
- Aliens (1986)
- Odd Jobs (1986)
- Beverly Hills Cop (1984)
- Diner (1982)